# 요괴메카드
《요괴메카드》(영어: Ghost Mecard 고스트 메카드[*], 중국어: 盟卡車神 靈獸紀元)는 장난감 터닝메카드를 소재로 하여, 초이락컨텐츠팩토리 (손오공의 관계사)에서 제작하고에서 방송하는 요괴 어드벤처 애니메이션이다. 3D 애니메이션으로 제작되고 2018년 9월 8일 첫방송되었다.

## 방송 시간
| 방송 채널    | 방송 기간                       | 방송 시간                                |
| ------------ | ------------------------------- | ---------------------------------------- |
| 대교어린이TV | 2018년 9월 8일 ~ 2019년 3월 2일 | 매주 토요일 오전 8:00 ~ 오전 8:15 (15분) |

| 방송 채널    | 방송 기간                   | 방송 시간                           |
| ------------ | --------------------------- | ----------------------------------- |
| 카툰네트워크 | 2019년 8월 26일 ~ 11월 11일 | 매주 월요일 오후 5:00 ~ 5:15 (15분) |

## 등장인물

### 주역
- 나찬 : 주인공. 이소벨을 좋아하는 실력파 초급반 학생이다. 허술한듯 하나,고급반 학생인 반다인을 상대해 막상막하일 정도로 엄청난 실력의 소유자이다. 터닝메카드의 나찬과 동명이인이다만, 얼굴이 같다.
- 이소벨 : 나찬이 좋아하는 실력파 고급반 학생. 매우 강하며, 나찬이 좋아할 만큼 아름다운 얼굴의 소유자이다.  요괴를 잡는데 많은 활약을 했으며,가끔은 도도하지만 따뜻하다.
- 리안 :실력이 있는 고급반 학생. 공주희가 좋아하며,인기가 많았다만 반다인이 오자마자 처지가 바뀌었다.
- 반다인 : 실력파.
- 도깨비단(다비 & 다나) : 맨날 애들한테 바보남매라고 불린다. 본래 중급반이였다만,이탈과 실력부족으로 초급반으로 오게 된다.
- 공주희 : 공주병 걸린 초급반 학생.
- 천재형 : 맨날 코독 때문에 고생하는 중급반 학생.
- 기운찬 : 초급반 학생.미스터 문 뒷담을 까서 맨날 미스터 문에게 얻어터진다.

### 조역
- 담임선생님
- 교장선생님

### 등장 요괴 및 관련 메카

#### 12지 정령 요괴 (1기(2018년 ~ 2019년)부터 등장)
- 놀쥐 (자(子)) (성별: ♀) (나이: 1002살) (카드: 3종)
- 폭소 (축(丑)) (성별: ♂) (나이: 17000살) (카드: 3종)
- 호랑나비 (인(寅)) (성별: ♂) (나이: 50000살) (카드: 3종)
- 미스터문 (묘(卯)) (성별: ♂) (나이: 25600살) (카드: 3종)
- 우신곤 (진(辰)) (성별: ♂) (나이: 60000살) (카드: 3종)
- 나라콘다 (사(巳)) (성별: ♂) (나이: 1000살) (카드: 3종)
- 달리마 (오(午)) (성별: ♂) (나이: 8000살) (카드: 3종)
- 양피곤 (미(未)) (성별: ♀) (나이: 15000살) (카드: 3종)
- 이천숭이 (신(申)) (성별: ♂) (나이: 2000살) (카드: 3종)
- 써니꼬꼬 (유(酉)) (성별: ♀) (나이: 15000살) (카드: 3종)
- 코독 (술(戌)) (성별: ♂) (나이: 30000살) (카드: 3종)
- 뻔도야지 (해(亥)) (성별: ♂) (나이: 2000살) (카드: 3종)

#### 요괴
1기(2018년 ~ 2019년)부터 등장
- 당랑불패 (사마귀) (성별: ♂) (나이: 6000살) (카드: 3종)
- 오천게 (게) (성별: ♂) (나이: 5000살) (카드: 3종)
- 험담치 (물고기) (성별: ♂) (나이: 4000살) (카드: 3종)
- 독소갈 (전갈) (성별: ♂) (나이: 11000살) (카드: 3종)
- 목기롱 (기린) (성별: ♀) (나이: 2000살) (카드: 3종)
- 엘레강스왕 (고니) (성별: ♀) (나이: 300살) (카드: 3종)
- 짜갈레온(도팡) (카멜레온) (성별: ♂) (나이: 33500000살) (완구 미출시)

2기(왕마)(2019년)부터 등장
- 피죠 (모기) (성별: ♀) (나이: 251000살) (카드: 3종)
- 캡틴내꼬양 (고양이) (최종보스) (성별: ♂) (나이: 2350000살) (카드: 3종)

#### 요괴라이더 (1기(2018년 ~ 2019년)부터 등장)
- 콘돌킹 (성별: ♀) (변신 형태: 콘도르)
- 킹코브라 (성별: ♂) (변신 형태: 코브라)
- 고래킹 (성별: ♂) (변신 형태: 고래)
- 드래곤킹 (성별: ♂) (변신 형태: 드래곤)
- 비스트킹 (성별: ♂) (변신 형태: 짐승)

#### 수호정령 (1기(2018년 ~ 2019년)부터 등장)
- 에반 (성별: ♂) (나이: 70000살) (변신 형태: 영웅 로봇)
- 타나토스 (에반의 남동생) (성별: ♂) (나이: 70000살) (변신 형태: 해골 로봇)
- 켄타스콘 (성별: ♂) (나이: 70000살) (변신 형태: 켄타우로스)

#### 왕마 (2기(왕마)(2019년)부터 등장)
- 아이시령 (성별: ♂) (나이: 250000살) (카드: 3종)
- 폭요미 (성별: ♀) (나이: 1350000살) (카드: 3종)
- 섭풍기 (성별: ♀) (나이: 4560000살) (카드: 3종)
- 뻥옥타부 (성별: ♂) (나이: 4120000살) (카드: 3종)
- 다뚜르뚜 (성별: ♂) (나이: 1620000살) (카드: 3종)
- 마가마가 (성별: ♂) (나이: 125000살) (카드: 3종)

#### 왕마라이더 (2기(왕마)(2019년)부터 등장)
- 무소킹 (성별: ♂) (변신 형태: 코뿔소)

#### 요괴보패 (2기(왕마)(2019년)부터 등장)
- 신기방경 (거울) (카드: 3종)
- 금강파괴 (망치) (카드: 3종)
- 철권일격 (주먹) (카드: 3종)

## 보유 현황
| 인간     | 보유 요괴                                    |
| -------- | -------------------------------------------- |
| 나찬     | 이천숭이, 뻔도야지, 목기롱, 섭풍기, 다뚜르뚜 |
| 이소벨   | 호랑나비, 아이시령, 마가마가, 오천게         |
| 리안     | 폭소, 달리마, 험담치, 엘레강스왕, 피죠       |
| 반다인   | 우신곤, 당랑불패, 폭요미, 뻥옥타부           |
| 도깨비단 | 나라콘다, 써니꼬꼬, 독소갈, 캡틴내꼬양       |
| 공주희   | 양피곤                                       |
| 천재형   | 놀쥐, 코독, 짜갈레온                         |
| 기운찬   | 미스터문                                     |

## 방영 목록
- AGB 닐슨 미디어리서치

| 회차     | 회차     | 방송 일자        | 제목                  | 첫 등장한 라이더, 요괴      |
| 15분판   | 30분판   | 방송 일자        | 제목                  | 첫 등장한 라이더, 요괴      |
| -------- | -------- | ---------------- | --------------------- | --------------------------- |
| 1화      | 1회      | 2018년 9월 8일   | 요괴볼 아카데미       | 콘돌킹 호랑나비 코독 오천게 |
| 2화      | 1회      | 2018년 9월 15일  | 요괴볼과 요괴라이더   | 미스터문 양피곤 고래킹      |
| 3화      | 2회      | 2018년 9월 22일  | 깨어난 원숭이 정령    | 이천숭이                    |
| 4화      | 2회      | 2018년 9월 29일  | 돌아온 도깨비단       | 나라콘다                    |
| 5화      | 3회      | 2018년 10월 6일  | 리안과 공주희         | 달리마                      |
| 6화      | 3회      | 2018년 10월 13일 | 나찬 퇴학 위기        |                             |
| 7화      | 4회      | 2018년 10월 20일 | 닭들의 반란           | 써니꼬꼬                    |
| 8화      | 4회      | 2018년 10월 27일 | 용호상박              | 킹코브라 우신곤             |
| 9화      | 5회      | 2018년 11월 3일  | 다시 만난 원수        | 뻔도야지                    |
| 10화     | 5회      | 2018년 11월 10일 | 게으름의 화신         | 폭소                        |
| 11화     | 6회      | 2018년 11월 17일 | 삼자 대결             |                             |
| 12화     | 6회      | 2018년 11월 24일 | 담력 시험             | 놀쥐                        |
| 13화     | 7회      | 2018년 12월 1일  | 수호정령의 등장       | 에반 타나토스 켄타스콘      |
| 14화     | 7회      | 2018년 12월 8일  | 최면요괴 목기롱       | 목기롱                      |
| 15화     | 8회      | 2018년 12월 15일 | 개막! 요괴볼 배틀대회 |                             |
| 16화     | 8회      | 2018년 12월 22일 | 수호정령의 능력       | 짜갈레온                    |
| 17화     | 9회      | 2018년 12월 29일 | 리안의 깨달음         | 엘레강스왕                  |
| 18화     | 9회      | 2019년 1월 5일   | 정령들의 수다         |                             |
| 19화     | 10회     | 2019년 1월 12일  | 무림의 고수 당랑불패  | 당랑불패                    |
| 20화     | 10회     | 2019년 1월 19일  | 험담치를 잡아라!      | 험담치                      |
| 21화     | 11회     | 2019년 1월 26일  | 새로운 무대           |                             |
| 22화     | 11회     | 2019년 2월 2일   | 예측불허 팀배틀       |                             |
| 23화     | 12회     | 2019년 2월 9일   | 영원한 맞수           |                             |
| 24화     | 12회     | 2019년 2월 16일  | 새로운 요괴라이더     | 비스트킹 독소갈             |
| 25화     | 13회(完) | 2019년 2월 23일  | 결승전! 나찬VS반다인  | 드래곤킹                    |
| 26화(完) | 13회(完) | 2019년 3월 2일   | 우주의 문이 열리다    |                             |

| 회차    | 회차    | 방송 일자        | 제목                  | 첫 등장한 라이더, 요괴     |
| 15분판  | 30분판  | 방송 일자        | 제목                  | 첫 등장한 라이더, 요괴     |
| ------- | ------- | ---------------- | --------------------- | -------------------------- |
| 1화     | 1회     | 2019년 8월 26일  | 새로운 요괴의 등장    | 아이시령                   |
| 2화     | 1회     | 2019년 9월 2일   | 세가지 보패           | 신기방경 금강파괴 철권일격 |
| 3화     | 2회     | 2019년 9월 9일   | 불타는 난로, 폭요미   | 폭요미                     |
| 4화     | 2회     | 2019년 9월 16일  | 섭섭한 선풍기, 섭풍기 | 피죠 캡틴내꼬양 섭풍기     |
| 5화     | 3회     | 2019년 9월 30일  | 왕마라이더 무소킹     | 뻥옥타부 무소킹            |
| 6화     | 3회     | 2019년 10월 7일  | 반다인의 오해         | 다뚜르뚜                   |
| 7화     | 4회(完) | 2019년 10월 14일 | 캡틴 내꼬양을 찾아서  | 마가마가                   |
| 8화(完) | 4회(完) | 2019년 10월 21일 | 최후의 대결           |                            |
| 스페셜  | 스페셜  | 2019년 10월 28일 | 명탐정 천재형과 코독  |                            |
| 스페셜  | 스페셜  | 2019년 11월 4일  | 10년 후의 정령들      |                            |
| 스페셜  | 스페셜  | 2019년 11월 11일 | 날아라! 나라콘다      |                            |

## 목소리 출연
- 소연: 나찬, 담임선생님
- 윤미나: 이소벨
- 김율: 리안, 엘레강스왕
- 이현진: 반다인, 써니꼬꼬, 피죠
- 이지현: 다비, 공주희
- 이재현: 다나, 천재형
- 홍범기: 기운찬, 폭소, 오천게
- 전태열: 당랑불패
- 최재호: 나지용
- 윤승희: 담임선생님
- 홍진욱: 교장선생님, 뻔도야지, 켄타스콘
- 송하림: 놀쥐, 목기롱
- 임채헌: 호랑나비
- 엄상현: 미스터문
- 민응식: 우신곤
- 윤용식: 나라콘다
- 손수호: 달리마
- 이아름: 양피곤
- 황창영: 이천숭이
- 남도형: 코독, 타나토스
- 신용우: 에반, 짜갈레온
- 시영준: 험담치
- 김채하: 콘돌킹
- 현경수: 킹코브라
- 윤동기: 고래킹
- 정재헌: 독소갈, 드래곤킹
- 곽윤상: 비스트킹
- 김준: 아이시령
- 강수진: 캡틴내꼬양
- 최하나: 폭요미
- 이장원: 뻥옥타부
- 이인성: 다뚜르뚜
- 양정화: 섭풍기
- 최한: 마가마가
- 정영웅: 금강파괴
- 우정신: 신기방경
- 장은숙: 철권일격

## 제작진
- 제작괄: 최종일
- 감독: 신준하
- 조연출: 이희철, 여상은
- 시나리오: 조정희, 지한솔
- 콘텐츠 기획: 지태옥, 심혜원
- 기획프로듀서: 김주수, 한민우
- 제작프로듀서: 서지환, 김소림
- 캐릭터디자인: 최용훈, 성승민
- 메카닉디자인: 민혁주
- 설정디자인: 함기수, 심진섭, 전은주, 윤민솔, 스케치아일랜드
- 스토리보드: 퍼니스퀘어, 고동우, 박지연, 정재준
- 애니메틱스: ㈜ 스튜디오티앤티
- 모델링/맵핑: 추찬희, 김자영, 이호림, 황광태, 송태진, 이장용, 최필봉, 문기강, 홍길동, 안수현, 최주원, 이진아, 방종옥, 팝콘픽처스
- 리깅: 김규석, 정채원, 송은혜, 이석관
- 이펙트: 김도형, 권용욱, 김소현, 박지선, 엄중현
- 애니메이션: 이병규, 김남중, 김영은, 김민, 유다운, 서소현, 전영진, 김석현, 손주영, 조진영, 오태윤, 강유림, 서효현, 박해원, 김은지, 김광석, 홍영섭, 박소현, 이지은, 맹소정, 김병직
- 라이팅/렌더: 김정진, 이현지, 김소중, 송다은, 김연아, 박상우, 임완혁, 전예린
- 합성: 이승건, 임현희, 이수연, 이은경, 김승현, 최유진
- TD: 조상현
- 제작협력사: ㈜프롬이스트, ㈜WESTO, 88브릭스
- 음악감독: 구자완
- BGM: 구자완, 이용운, 박정인
- 녹음제작: 포시즌
- 사운드슈퍼바이저: 허필원
- 녹음 및 믹스: 최순용, 전민지
- 음향 효과: 허필원, 최순용, 전민지
- 더빙연출: 신준하
- 영상편집: 남종현, 김선아
- 여는 곡: 요괴가 나타났다!
- 닫는 곡: 요괴친구들
- 작사: 이주호, 최희찬
- 작곡 / 편곡: 이주호, 최희찬
- 노래: 디노펀치, 안녕
- 레코딩 엔지니어: 김형진, 최희찬
- 믹싱 엔지니어: 최희찬, 김형진
- Special Thanks To: Rickey Kim
- 제작: (주)초이락컨텐츠컴퍼니

## 같이 보기
- 해리 포터
- 슈팅 바쿠간
- 요괴워치